# Трамвай (журнал)
«Трамва́й» — советский, затем российский иллюстрированный детский журнал, выходивший в 1990—1991 годах тиражом 2 118 500 экземпляров. Изначально был изданием благотворительного Советского детского фонда имени В. И. Ленина. Главный редактор — Тим Собакин, он же Тихон Хоботов, Савелий Пингвиньев, Ника Босмит и другие. Всё это одно лицо — Андрей Иванов. Несмотря на относительно большой тираж, журнал был редкостью и достать его было довольно сложно. Множество произведений и авторов, негласно запрещённых в Советском Союзе, впервые публиковались на страницах «Трамвая». В журнале публиковались стихи, комиксы. Журнал имел своих персонажей, например: Слон-Любящий-Отвечать-На вопросы, Мышка Луша и Дракончик Ам-Ам. «Трамвай» критики назвали «журналом детского авангарда». В 1993 году «Трамвай» был восстановлен, но у него сменились учредители (Детский фонд в их числе не значился), а тираж номера составлял 100 тыс. экземпляров.

## «Трамвай» в 1990—1991 годах
По воспоминаниям Андрея Иванова, концепция журнала родилась у него во время работы в пионерском лагере «Артек». Учредителем издания стал Советский детский фонд имени В. И. Ленина, что указывалось на обложках номеров журнала в 1990 году. На обложках выпусков «Трамвая» 1991 года уже значилось, что он является изданием «Советского детского фонда» (имя В. И. Ленина на обложках не упоминалось). Как издание Советского детского фонда «Трамвай» публиковал информацию о деятельности этой организации. Например, в номере 1990 года была напечатана статья на разворот под заголовком «Как нам помочь Марине?», которая сообщала о том, что два года назад был создан Советский детский фонд имени В. И. Ленина, главным делом которого является «защита детей», публикация завершалась сообщением о том, что в делах Фонда участвуют не только взрослые, но и «дети-помощники» и призывом: «Поделись и ты своей добротой!».

## Второе издание «Трамвая» (с 1993 года)
20 октября 1992 года в Министерство печати были поданы документы на регистрацию журнала "Трамвай + ", который в итоге был назван по-прежнему «Трамвай». Восстановленный «Трамвай» собирались начать издавать в 1992 году и к январю следующего года были подготовлены 4 номера. Тираж первого номера восстановленного «Трамвая», вышедшего в январе 1993 года, составил 100 тыс. экземпляров (в 20 раз меньше тиража «прежнего» «Трамвая»). Новым был состав учредителей — вместо Детского фонда ими значились А. Е. Дубовик, А. В. Иванов, О. Ф. Кургузов и «Гуманитарный центр» из Кемерово. Однако на обложке первого номера было указано, что журнал «Трамвай» издается с 1990 года. Восстановленный «Трамвай» печатался в Финляндии. Имеются выпуски за 1994 и 1995 годы.

## Репринты
В июле 2011 года Издательство «Вебов и Книгин» выпустило коллекционное репринтное издание журнала «Трамвай» за 1990 год, включающее в себя все 12 номеров журнала плюс комментарии и воспоминания главного редактора Тима Собакина.
В октябре 2011 года вышел репринт за 1991 год. Реализация переиздания стала возможной благодаря почитателям журнала «Трамвай» в рамках проекта издательства «Вебов и Книгин» «Самиздал». Также вышли издания подшивок за 1993 (1-12 номера), 1994 (1-12 номера) и 1995 (1-6 номера) годы.